# Platygobiopsis tansei
Platygobiopsis tansei es una especie de peces de la familia de los Gobiidae en el orden de los Perciformes.

## Morfología
- Los machos pueden llegar a alcanzar los 4,7 cm de longitud total.
- Número de vértebras: 26.[1]

## Hábitat
Es un pez de Mar í, de clima templado y demersal que vive entre 60-136 m de profundidad.

## Distribución geográfica
Se encuentra en el Japón.

## Observaciones
Es inofensivo para los humanos. 